# カトリック関東大学校体育館
カトリック関東大学校体育館（カトリックかんとうだいがっこうたいいくかん、朝鮮語: 가톨릭관동대학교체육관）は、カトリック関東大学校の江陵キャンパス内にある体育館である。2018年平昌オリンピックのアイスホッケー競技会場となり、オリンピックでの公式名称を関東ホッケーセンター（かんとうホッケーセンター、朝鮮語: 관동하키센터）とした。
カトリック関東大学校は、2018年冬季オリンピックおよびパラリンピックの開催地が平昌に決定する以前から、「冬季オリンピック持続発展研究センター」を発足し、冬季オリンピックの研究とコンサルティング活動を進めていた。これにより、平昌の誘致を支援した大学に対して、大会会場が誘致されることとなった。大学内への競技場の誘致は、投資額の削減と、スタジアムの事後活用性が高まるという利点があった。大学では、これを通じた外国人留学生の誘致に期待をかけている。
大学にあった既存の体育館の敷地にて建て替えされ、2014年6月に着工。2017年2月に完成した。延べ面積は2万3,570平方メートルで、主競技場が1万9,666平方メートル、補助競技場が3,904平方メートルの規模である。「日本海の波、ホッケーの原動力 (ICE WAVE)」というデザインコンセプトを持ち、アイスホッケーの原動力であるとして日本海の波と風の流れをモチーフとしている。地下1階、地上4階建ての規模で、全6,017席のスタンドがある。4階は仮設スタンドとなっており、撤去が可能な構造となっている。国際規格に合わせた、長さ60メートル、幅30メートルの規模のアイスリンクが主競技場と補助競技場にそれぞれ1面ある。アイスリンクはレーザー測定によって平滑度を確保している。アイスリンクの底部には温度センサーが設置されており、最適な温度を維持する除氷システムを備えている。
主競技場、補助競技場、管理事務所設備が密接に配置されており、移動距離が軽減されている。北門は国道35号と繋がっており、そこから高速道路に連絡することができる。正門は国道7号と繋がっており、そこから選手村へ連絡可能であるため、アクセス面で有利である。主要会場があるアルペンシアリゾートとは車で30分の距離であり、また江陵メディア選手村との距離は約2キロメートルである。選手村として使用する施設は、大学が運営するユニバースホテルである。競技運営およびボランティアのための宿泊施設は、1500人規模の学生会館を、大会期間中のみ活用する。オリンピック後の活用計画としては、平昌冬季オリンピック記念館を設置し、総合スポーツ施設として大会会場に活用する計画である。大学生と地域住民のスポーツレジャー文化空間とする計画であり、スポーツ関連学科の学生の授業の場所としても使用する予定である。
2017年4月2日から8日までは冬季オリンピックのプレ大会として、この会場において2017年U-18世界アイスホッケー選手権大会と2017年IIHFアイスホッケー女子世界選手権ディビジョン2グループAの試合を同時開催した。